# Equipo de Copa Billie Jean King de Argentina
El equipo argentino de la Copa Billie Jean King (ex Fed Cup) es el representante de Argentina en dicha competición internacional. Su organización está a cargo de la Asociación Argentina de Tenis. Actualmente compite en el Grupo I

## Historia
Argentina compitió por primera vez en la Fed Cup en 1964. Su mejor resultado fue llegar a las semifinales de 1986 y 1993.

## Participación en el torneo

### 1963-1970
| # | Edición | Instancia        | Categoría | Sede       | Superficie | Techo       | Resultado | Rival            |
| - | ------- | ---------------- | --------- | ---------- | ---------- | ----------- | --------- | ---------------- |
| 1 | 1964    | 2ª ronda         | -         | Filadelfia | Hierba     | Descubierto | 3-0       | Bélgica          |
| 2 | 1964    | Cuartos de final | -         | Filadelfia | Hierba     | Descubierto | 0-3       | Estados Unidos   |
| 3 | 1965    | 1ª ronda         | -         | Melbourne  | Hierba     | Descubierto | 1-2       | Nueva Zelanda    |
| 4 | 1966    | 2ª ronda         | -         | Turín      | Arcilla    | Descubierto | 0-3       | Alemania Federal |

### 1971-1980
| #  | Edición | Instancia   | Categoría          | Sede              | Superficie | Techo       | Resultado | Rival            |
| -- | ------- | ----------- | ------------------ | ----------------- | ---------- | ----------- | --------- | ---------------- |
| 5  | 1971    | 1ª ronda    | Torneo oficial     | Perth             | Hierba     | Descubierto | 0-3       | Nueva Zelanda    |
| 6  | 1971    | 1ª ronda    | Torneo de consuelo | Perth             | Hierba     | Descubierto | 0-3       | Japón            |
| 7  | 1972    | 1ª ronda    | Torneo oficial     | Johannesburgo     | Dura       | Descubierto | 2-1       | Finlandia        |
| 8  | 1972    | 2ª ronda    | Torneo oficial     | Johannesburgo     | Dura       | Descubierto | 1-2       | Reino Unido      |
| 9  | 1973    | 1ª ronda    | Torneo oficial     | Bad Homburg       | Arcilla    | Descubierto | 0-3       | Suecia           |
| 10 | 1973    | 1ª ronda    | Torneo de consuelo | Bad Homburg       | Arcilla    | Descubierto | 0-2       | Japón            |
| 11 | 1974    | 1ª ronda    | Torneo oficial     | Nápoles           | Arcilla    | Descubierto | 1-2       | Rumania          |
| 12 | 1974    | 2ª ronda    | Torneo de consuelo | Nápoles           | Arcilla    | Descubierto | 3-0       | Nueva Zelanda    |
| 13 | 1974    | 3ª ronda    | Torneo de consuelo | Nápoles           | Arcilla    | Descubierto | 3-0       | Noruega          |
| 14 | 1974    | Semifinales | Torneo de consuelo | Nápoles           | Arcilla    | Descubierto | 2-0       | Bélgica          |
| 15 | 1974    | Final       | Torneo de consuelo | Nápoles           | Arcilla    | Descubierto | 1-2       | Japón            |
| 16 | 1975    | 1ª ronda    | Torneo oficial     | Aix-en-Provence   | Arcilla    | Descubierto | 2-0       | Yugoslavia       |
| 17 | 1975    | 2ª ronda    | Torneo oficial     | Aix-en-Provence   | Arcilla    | Descubierto | 1-2       | Alemania Federal |
| 18 | 1976    | 1ª ronda    | Torneo oficial     | Filadelfia        | Carpeta    | Cubierto    | 2-1       | Nueva Zelanda    |
| 19 | 1976    | 2ª ronda    | Torneo oficial     | Filadelfia        | Carpeta    | Cubierto    | 0-3       | Países Bajos     |
| 20 | 1977    | 1ª ronda    | Torneo oficial     | Eastbourne        | Hierba     | Descubierto | 2-1       | Chile            |
| 21 | 1977    | 2ª ronda    | Torneo oficial     | Eastbourne        | Hierba     | Descubierto | 0-3       | Suecia           |
| 22 | 1977    | 2ª ronda    | Torneo de consuelo | Eastbourne        | Hierba     | Descubierto | 2-1       | Chile            |
| 23 | 1977    | 3ª ronda    | Torneo de consuelo | Eastbourne        | Hierba     | Descubierto | 1-2       | Bélgica          |
| 24 | 1978    | 1ª ronda    | -                  | Melbourne         | Hierba     | Descubierto | 2-1       | Dinamarca        |
| 25 | 1978    | 2ª ronda    | -                  | Melbourne         | Hierba     | Descubierto | 0-3       | Francia          |
| 26 | 1979    | 1ª ronda    | Torneo oficial     | Madrid            | Arcilla    | Descubierto | 0-3       | Países Bajos     |
| 27 | 1979    | 1ª ronda    | Torneo de consuelo | Madrid            | Arcilla    | Descubierto | 3-0       | Hungría          |
| 28 | 1979    | 2ª ronda    | Torneo de consuelo | Madrid            | Arcilla    | Descubierto | 3-0       | Dinamarca        |
| 29 | 1979    | Semifinales | Torneo de consuelo | Madrid            | Arcilla    | Descubierto | 3-0       | Canadá           |
| 30 | 1979    | Final       | Torneo de consuelo | Madrid            | Arcilla    | Descubierto | 3-0       | España           |
| 31 | 1980    | 1ª ronda    | Torneo oficial     | Berlín Occidental | Arcilla    | Descubierto | 2-1       | Países Bajos     |
| 32 | 1980    | 2ª ronda    | Torneo oficial     | Berlín Occidental | Arcilla    | Descubierto | 1-2       | Reino Unido      |

### 1981-1990
| #  | Edición | Instancia        | Categoría          | Sede        | Superficie | Techo       | Resultado | Rival            |
| -- | ------- | ---------------- | ------------------ | ----------- | ---------- | ----------- | --------- | ---------------- |
| 33 | 1982    | 1ª ronda         | Torneo oficial     | Santa Clara | Dura       | Descubierto | 1-2       | Perú             |
| 34 | 1982    | 1ª ronda         | Torneo de consuelo | Santa Clara | Dura       | Descubierto | 2-0       | Senegal          |
| 35 | 1982    | 2ª ronda         | Torneo de consuelo | Santa Clara | Dura       | Descubierto | 3-0       | China Taipéi     |
| 36 | 1982    | Semifinales      | Torneo de consuelo | Santa Clara | Dura       | Descubierto | 1-2       | Canadá           |
| 37 | 1983    | 1ª ronda         | Torneo oficial     | Zúrich      | Arcilla    | Descubierto | 2-1       | Francia          |
| 38 | 1983    | 2ª ronda         | Torneo oficial     | Zúrich      | Arcilla    | Descubierto | 3-0       | Hungría          |
| 39 | 1983    | Cuartos de final | Torneo oficial     | Zúrich      | Arcilla    | Descubierto | 0-2       | Checoslovaquia   |
| 40 | 1984    | 1ª ronda         | Torneo oficial     | São Paulo   | Arcilla    | Descubierto | 0-3       | Australia        |
| 41 | 1984    | 2ª ronda         | Torneo de consuelo | São Paulo   | Arcilla    | Descubierto | 3-0       | Venezuela        |
| 42 | 1984    | 3ª ronda         | Torneo de consuelo | São Paulo   | Arcilla    | Descubierto | 2-0       | China            |
| 43 | 1985    | 1ª ronda         | Torneo oficial     | Nagoya      | Dura       | Descubierto | 3-0       | Perú             |
| 44 | 1985    | 2ª ronda         | Torneo oficial     | Nagoya      | Dura       | Descubierto | 2-1       | Nueva Zelanda    |
| 45 | 1985    | Cuartos de final | Torneo oficial     | Nagoya      | Dura       | Descubierto | 1-2       | Estados Unidos   |
| 46 | 1986    | 1ª ronda         | Torneo oficial     | Praga       | Arcilla    | Descubierto | 3-0       | Uruguay          |
| 47 | 1986    | 2ª ronda         | Torneo oficial     | Praga       | Arcilla    | Descubierto | 2-1       | Corea del Sur    |
| 48 | 1986    | Cuartos de final | Torneo oficial     | Praga       | Arcilla    | Descubierto | 2-0       | Austria          |
| 49 | 1986    | Semifinales      | Torneo oficial     | Praga       | Arcilla    | Descubierto | 1-2       | Checoslovaquia   |
| 50 | 1987    | 1ª ronda         | Torneo oficial     | Vancouver   | Dura       | Descubierto | 3-0       | Suiza            |
| 51 | 1987    | 2ª ronda         | Torneo oficial     | Vancouver   | Dura       | Descubierto | 3-0       | Nueva Zelanda    |
| 52 | 1987    | Cuartos de final | Torneo oficial     | Vancouver   | Dura       | Descubierto | 1-2       | Alemania Federal |
| 53 | 1988    | 1ª ronda         | Torneo oficial     | Melbourne   | Dura       | Descubierto | 3-0       | Grecia           |
| 54 | 1988    | 2ª ronda         | Torneo oficial     | Melbourne   | Dura       | Descubierto | 1-2       | Dinamarca        |
| 55 | 1989    | 1ª ronda         | Torneo oficial     | Tokio       | Dura       | Descubierto | 2-0       | Filipinas        |
| 56 | 1989    | 2ª ronda         | Torneo oficial     | Tokio       | Dura       | Descubierto | 0-3       | Bulgaria         |
| 57 | 1990    | 1ª ronda         | Torneo oficial     | Norcross    | Dura       | Descubierto | 1-2       | Alemania         |
| 58 | 1990    | 2ª ronda         | Torneo de consuelo | Norcross    | Dura       | Descubierto | 3-0       | Polonia          |
| 59 | 1990    | 3ª ronda         | Torneo de consuelo | Norcross    | Dura       | Descubierto | 3-0       | Finlandia        |
| 60 | 1990    | Semifinales      | Torneo de consuelo | Norcross    | Dura       | Descubierto | 1-2       | Hungría          |

### 1991-2000
| #  | Edición | Instancia                                         | Categoría                                         | Sede          | Superficie | Techo       | Resultado | Rival           |
| -- | ------- | ------------------------------------------------- | ------------------------------------------------- | ------------- | ---------- | ----------- | --------- | --------------- |
| 61 | 1991    | 1ª ronda                                          | Grupo Mundial                                     | Nottingham    | Dura       | Descubierto | 0-2       | Suiza           |
| 62 | 1991    | Playoff por la Permanencia en el Grupo Mundial    | Playoff por la Permanencia en el Grupo Mundial    | Nottingham    | Dura       | Descubierto | 2-1       | Brasil          |
| 63 | 1992    | 1ª ronda                                          | Grupo Mundial                                     | Fráncfort     | Arcilla    | Descubierto | 3-0       | México          |
| 64 | 1992    | 2ª ronda                                          | Grupo Mundial                                     | Fráncfort     | Arcilla    | Descubierto | 2-1       | Japón           |
| 65 | 1992    | Cuartos de final                                  | Grupo Mundial                                     | Fráncfort     | Arcilla    | Descubierto | 1-2       | España          |
| 66 | 1993    | 1ª ronda                                          | Grupo Mundial                                     | Fráncfort     | Arcilla    | Descubierto | 3-0       | Nueva Zelanda   |
| 67 | 1993    | 2ª ronda                                          | Grupo Mundial                                     | Fráncfort     | Arcilla    | Descubierto | 2-1       | Bulgaria        |
| 68 | 1993    | Cuartos de final                                  | Grupo Mundial                                     | Fráncfort     | Arcilla    | Descubierto | 2-1       | Estados Unidos  |
| 69 | 1993    | Semifinales                                       | Grupo Mundial                                     | Fráncfort     | Arcilla    | Descubierto | 1-2       | Australia       |
| 70 | 1994    | 1ª ronda                                          | Grupo Mundial                                     | Fráncfort     | Arcilla    | Descubierto | 3-0       | Cuba            |
| 71 | 1994    | 2ª ronda                                          | Grupo Mundial                                     | Fráncfort     | Arcilla    | Descubierto | 0-3       | España          |
| 72 | 1995    | Eliminatoria                                      | Grupo Mundial II                                  | Yakarta       | Dura       | Descubierto | 3-2       | Indonesia       |
| 73 | 1995    | Playoff por el Ascenso al Grupo Mundial           | Playoff por el Ascenso al Grupo Mundial           | San Miguel    | Arcilla    | Descubierto | 5-0       | Australia       |
| 74 | 1996    | Cuartos de final                                  | Grupo Mundial                                     | Amiens        | Arcilla    | Descubierto | 2-3       | Francia         |
| 75 | 1996    | Playoff por la Permanencia en el Grupo Mundial    | Playoff por la Permanencia en el Grupo Mundial    | Pilsen        | Carpeta    | Cubierto    | 1-3       | República Checa |
| 76 | 1997    | Eliminatoria                                      | Grupo Mundial II                                  | Seúl          | Dura       | Descubierto | 4-1       | Corea del Sur   |
| 77 | 1997    | Playoff por el Ascenso al Grupo Mundial           | Playoff por el Ascenso al Grupo Mundial           | Zúrich        | Carpeta    | Cubierto    | 0-5       | Suiza           |
| 78 | 1998    | Eliminatoria                                      | Grupo Mundial II                                  | Buenos Aires  | Arcilla    | Descubierto | 1-4       | Eslovaquia      |
| 79 | 1998    | Playoff por la Permanencia en el Grupo Mundial II | Playoff por la Permanencia en el Grupo Mundial II | Canberra      | Carpeta    | Cubierto    | 0-5       | Australia       |
| 80 | 1999    | Fase de grupos                                    | Zona de América I                                 | Buenos Aires  | Arcilla    | Descubierto | 3-0       | México          |
| 81 | 1999    | Fase de grupos                                    | Zona de América I                                 | Buenos Aires  | Arcilla    | Descubierto | 3-0       | Paraguay        |
| 82 | 1999    | Fase de grupos                                    | Zona de América I                                 | Buenos Aires  | Arcilla    | Descubierto | 3-0       | Ecuador         |
| 83 | 1999    | Fase de grupos                                    | Zona de América I                                 | Buenos Aires  | Arcilla    | Descubierto | 3-0       | Colombia        |
| 84 | 1999    | Final                                             | Zona de América I                                 | Buenos Aires  | Arcilla    | Descubierto | 3-0       | Venezuela       |
| 85 | 1999    | Fase de grupos                                    | Ascenso al Grupo Mundial                          | Ámsterdam     | Dura       | Descubierto | 0-3       | Australia       |
| 86 | 1999    | Fase de grupos                                    | Ascenso al Grupo Mundial                          | Ámsterdam     | Dura       | Descubierto | 2-1       | Rumania         |
| 87 | 1999    | Fase de grupos                                    | Ascenso al Grupo Mundial                          | Ámsterdam     | Dura       | Descubierto | 3-0       | China Taipéi    |
| 88 | 2000    | Fase de grupos                                    | Zona de América I                                 | Florianópolis | Arcilla    | Descubierto | 3-0       | México          |
| 89 | 2000    | Fase de grupos                                    | Zona de América I                                 | Florianópolis | Arcilla    | Descubierto | 3-0       | Paraguay        |
| 90 | 2000    | Fase de grupos                                    | Zona de América I                                 | Florianópolis | Arcilla    | Descubierto | 3-0       | Cuba            |
| 91 | 2000    | Fase de grupos                                    | Zona de América I                                 | Florianópolis | Arcilla    | Descubierto | 3-0       | Colombia        |
| 92 | 2000    | Final                                             | Zona de América I                                 | Florianópolis | Arcilla    | Descubierto | 2-1       | Canadá          |

### 2001-2010
| #   | Edición | Instancia                                         | Categoría                                         | Sede                 | Superficie | Techo       | Resultado | Rival                |
| --- | ------- | ------------------------------------------------- | ------------------------------------------------- | -------------------- | ---------- | ----------- | --------- | -------------------- |
| 93  | 2001    | 1ª ronda                                          | Ascenso al Grupo Mundial                          | Tokio                | Dura       | Cubierto    | 4-1       | Japón                |
| 94  | 2001    | 2ª ronda                                          | Ascenso al Grupo Mundial                          | Hamburgo             | Arcilla    | Descubierto | 4-1       | Alemania             |
| 95  | 2001    | Fase de grupos                                    | Grupo Mundial                                     | Madrid               | Arcilla    | Cubierto    | 0-3       | Rusia                |
| 96  | 2001    | Fase de grupos                                    | Grupo Mundial                                     | Madrid               | Arcilla    | Cubierto    | 2-1       | República Checa      |
| 97  | 2001    | Fase de grupos                                    | Grupo Mundial                                     | Madrid               | Arcilla    | Cubierto    | 1-2       | Francia              |
| 98  | 2002    | 1ª ronda                                          | Grupo Mundial                                     | Buenos Aires         | Arcilla    | Descubierto | 2-3       | Francia              |
| 99  | 2002    | Playoff por la Permanencia en el Grupo Mundial    | Playoff por la Permanencia en el Grupo Mundial    | Budapest             | Arcilla    | Descubierto | 5-0       | Hungría              |
| 100 | 2003    | 1ª ronda                                          | Grupo Mundial                                     | Buenos Aires         | Arcilla    | Descubierto | 2-3       | Eslovenia            |
| 101 | 2003    | Playoff por la Permanencia en el Grupo Mundial    | Playoff por la Permanencia en el Grupo Mundial    | Buenos Aires         | Arcilla    | Descubierto | 3-2       | Hungría              |
| 102 | 2004    | 1ª ronda                                          | Grupo Mundial                                     | Buenos Aires         | Arcilla    | Descubierto | 4-1       | Japón                |
| 103 | 2004    | Cuartos de final                                  | Grupo Mundial                                     | Buenos Aires         | Arcilla    | Descubierto | 1-4       | Rusia                |
| 104 | 2005    | Cuartos de final                                  | Grupo Mundial                                     | Jerez de la Frontera | Arcilla    | Descubierto | 2-3       | España               |
| 105 | 2005    | Playoff por la Permanencia en el Grupo Mundial    | Playoff por la Permanencia en el Grupo Mundial    | Bree                 | Dura       | Descubierto | 2-3       | Bélgica              |
| 106 | 2006    | Eliminatoria                                      | Grupo Mundial II                                  | Zagreb               | Carpeta    | Cubierto    | 2-3       | Croacia              |
| 107 | 2006    | Playoff por la Permanencia en el Grupo Mundial    | Playoff por la Permanencia en el Grupo Mundial    | Edmonton             | Dura       | Descubierto | 2-3       | Canadá               |
| 108 | 2007    | Fase de grupos                                    | Zona de América I                                 | Pilar                | Arcilla    | Descubierto | 3-0       | República Dominicana |
| 109 | 2007    | Fase de grupos                                    | Zona de América I                                 | Pilar                | Arcilla    | Descubierto | 3-0       | Puerto Rico          |
| 110 | 2007    | Fase de grupos                                    | Zona de América I                                 | Pilar                | Arcilla    | Descubierto | 3-0       | Colombia             |
| 111 | 2007    | Final                                             | Zona de América I                                 | Pilar                | Arcilla    | Descubierto | 2-0       | Brasil               |
| 112 | 2007    | Playoff por el Ascenso al Grupo Mundial II        | Playoff por el Ascenso al Grupo Mundial II        | Córdoba              | Arcilla    | Descubierto | 4-1       | Canadá               |
| 113 | 2008    | Eliminatoria                                      | Grupo Mundial II                                  | Buenos Aires         | Arcilla    | Desubierto  | 4-1       | Austria              |
| 114 | 2008    | Playoff por el Ascenso al Grupo Mundial           | Playoff por el Ascenso al Grupo Mundial           | Pilar                | Arcilla    | Descubierto | 3-2       | Alemania             |
| 115 | 2009    | Cuartos de final                                  | Grupo Mundial                                     | Surprise             | Dura       | Descubierto | 2-3       | Estados Unidos       |
| 116 | 2009    | Playoff por la Permanencia en el Grupo Mundial    | Playoff por la Permanencia en el Grupo Mundial    | Mar del Plata        | Arcilla    | Descubierto | 0-5       | Ucrania              |
| 117 | 2010    | Eliminatoria                                      | Grupo Mundial II                                  | Tallin               | Dura       | Cubierto    | 1-4       | Estonia              |
| 118 | 2010    | Playoff por la Permanencia en el Grupo Mundial II | Playoff por la Permanencia en el Grupo Mundial II | Montreal             | Carpeta    | Cubierto    | 0-5       | Canadá               |

### 2011-2021
| #   | Edición | Instancia                                          | Categoría                                          | Sede                    | Superficie | Techo       | Resultado | Rival          |
| --- | ------- | -------------------------------------------------- | -------------------------------------------------- | ----------------------- | ---------- | ----------- | --------- | -------------- |
| 119 | 2011    | Fase de grupos                                     | Zona de América I                                  | Buenos Aires            | Arcilla    | Descubierto | 3-0       | Bolivia        |
| 120 | 2011    | Fase de grupos                                     | Zona de América I                                  | Buenos Aires            | Arcilla    | Descubierto | 1-2       | Paraguay       |
| 121 | 2011    | Fase de grupos                                     | Zona de América I                                  | Buenos Aires            | Arcilla    | Descubierto | 3-0       | Perú           |
| 122 | 2011    | Final                                              | Zona de América I                                  | Buenos Aires            | Arcilla    | Descubierto | 3-0       | Colombia       |
| 123 | 2011    | Playoff por el Ascenso al Grupo Mundial II         | Playoff por el Ascenso al Grupo Mundial II         | Kobe                    | Dura       | Cubierto    | 0-4       | Japón          |
| 124 | 2012    | Fase de grupos                                     | Zona de América I                                  | Curitiba                | Arcilla    | Descubierto | 3-0       | Bahamas        |
| 125 | 2012    | Fase de grupos                                     | Zona de América I                                  | Curitiba                | Arcilla    | Descubierto | 3-0       | Canadá         |
| 126 | 2012    | Fase de grupos                                     | Zona de América I                                  | Curitiba                | Arcilla    | Descubierto | 3-0       | Perú           |
| 127 | 2012    | Final                                              | Zona de América I                                  | Curitiba                | Arcilla    | Descubierto | 2-0       | Colombia       |
| 128 | 2012    | Playoff por el Ascenso al Grupo Mundial II         | Playoff por el Ascenso al Grupo Mundial II         | Buenos Aires            | Arcilla    | Descubierto | 4-1       | China          |
| 129 | 2013    | Eliminatoria                                       | Grupo Mundial II                                   | Buenos Aires            | Arcilla    | Descubierto | 2-3       | Suecia         |
| 130 | 2013    | Playoff por la Permanencia en el Grupo Mundial II  | Playoff por la Permanencia en el Grupo Mundial II  | Buenos Aires            | Arcilla    | Descubierto | 3-1       | Reino Unido    |
| 131 | 2014    | Eliminatoria                                       | Grupo Mundial II                                   | Buenos Aires            | Arcilla    | Descubierto | 3-1       | Japón          |
| 132 | 2014    | Playoff por el Ascenso al Grupo Mundial            | Playoff por el Ascenso al Grupo Mundial            | Sochi                   | Arcilla    | Descubierto | 0-4       | Rusia          |
| 133 | 2015    | Eliminatoria                                       | Grupo Mundial II                                   | Pilar                   | Arcilla    | Descubierto | 1-4       | Estados Unidos |
| 134 | 2015    | Playoff por la Permanencia en el Grupo Mundial II  | Playoff por la Permanencia en el Grupo Mundial II  | Buenos Aires            | Arcilla    | Descubierto | 0-4       | España         |
| 135 | 2016    | Fase de grupos                                     | Zona de América I                                  | Santa Cruz de la Sierra | Arcilla    | Descubierto | 3-0       | Ecuador        |
| 136 | 2016    | Fase de grupos                                     | Zona de América I                                  | Santa Cruz de la Sierra | Arcilla    | Descubierto | 3-0       | Perú           |
| 137 | 2016    | Fase de grupos                                     | Zona de América I                                  | Santa Cruz de la Sierra | Arcilla    | Descubierto | 2-1       | Brasil         |
| 138 | 2016    | Final                                              | Zona de América I                                  | Santa Cruz de la Sierra | Arcilla    | Descubierto | 2-0       | Paraguay       |
| 139 | 2016    | Playoff por el Ascenso al Grupo Mundial II         | Playoff por el Ascenso al Grupo Mundial II         | Kiev                    | Dura       | Descubierto | 0-4       | Ucrania        |
| 140 | 2017    | Fase de grupos                                     | Zona de América I                                  | Metepec                 | Dura       | Descubierto | 1-2       | Chile          |
| 141 | 2017    | Fase de grupos                                     | Zona de América I                                  | Metepec                 | Dura       | Descubierto | 3-0       | Colombia       |
| 142 | 2017    | Fase de grupos                                     | Zona de América I                                  | Metepec                 | Dura       | Descubierto | 2-1       | México         |
| 143 | 2017    | Fase de grupos                                     | Zona de América I                                  | Metepec                 | Dura       | Descubierto | 2-1       | Brasil         |
| 144 | 2017    | 3°/4° lugar                                        | Zona de América I                                  | Metepec                 | Dura       | Descubierto | 0-2       | Paraguay       |
| 145 | 2018    | Fase de grupos                                     | Zona de América I                                  | Asunción                | Arcilla    | Descubierto | 3-0       | Guatemala      |
| 146 | 2018    | Fase de grupos                                     | Zona de América I                                  | Asunción                | Arcilla    | Descubierto | 3-0       | Venezuela      |
| 147 | 2018    | Fase de grupos                                     | Zona de América I                                  | Asunción                | Arcilla    | Descubierto | 1-2       | Brasil         |
| 148 | 2018    | 3°/4° lugar                                        | Zona de América I                                  | Asunción                | Arcilla    | Descubierto | 2-0       | Colombia       |
| 149 | 2019    | Fase de grupos                                     | Zona de América I                                  | Medellín                | Arcilla    | Descubierto | 1-2       | Brasil         |
| 150 | 2019    | Fase de grupos                                     | Zona de América I                                  | Medellín                | Arcilla    | Descubierto | 0-3       | Chile          |
| 151 | 2019    | Fase de grupos                                     | Zona de América I                                  | Medellín                | Arcilla    | Descubierto | 2-1       | Puerto Rico    |
| 152 | 2019    | Playoff por la Permanencia en la Zona de América I | Playoff por la Permanencia en la Zona de América I | Medellín                | Arcilla    | Descubierto | 2-1       | Ecuador        |
| 153 | 2020-21 | Fase de grupos                                     | Zona de América I                                  | Santiago                | Arcilla    | Descubierto | 2-1       | México         |
| 154 | 2020-21 | Fase de grupos                                     | Zona de América I                                  | Santiago                | Arcilla    | Descubierto | 2-1       | Chile          |
| 155 | 2020-21 | Fase de grupos                                     | Zona de América I                                  | Santiago                | Arcilla    | Descubierto | 3-0       | Perú           |
| 156 | 2020-21 | Final                                              | Zona de América I                                  | Santiago                | Arcilla    | Descubierto | 2-0       | Colombia       |
| 157 | 2020-21 | Playoff por ascenso a las Clasificatorias          | Playoff por ascenso a las Clasificatorias          | Córdoba                 | Arcilla    | Descubierto | 2-3       | Kazajistán     |

### 2022-
| #   | Edición | Instancia                                 | Categoría                                 | Sede        | Superficie | Techo       | Resultado | Rival      |
| --- | ------- | ----------------------------------------- | ----------------------------------------- | ----------- | ---------- | ----------- | --------- | ---------- |
| 158 | 2022    | Fase de grupos                            | Zona de América I                         | Salinas     | Dura       | Descubierto | 3-0       | Colombia   |
| 159 | 2022    | Fase de grupos                            | Zona de América I                         | Salinas     | Dura       | Descubierto | 1-2       | Brasil     |
| 160 | 2022    | Fase de grupos                            | Zona de América I                         | Salinas     | Dura       | Descubierto | 3-0       | Guatemala  |
| 161 | 2022    | Final                                     | Zona de América I                         | Salinas     | Dura       | Descubierto | 2-0       | México     |
| 162 | 2022    | Playoff por ascenso a las Clasificatorias | Playoff por ascenso a las Clasificatorias | Tucumán     | Arcilla    | Descubierto | 1-3       | Brasil     |
| 163 | 2023    | Fase de grupos                            | Zona de América I                         | Cucuta      | Arcilla    | Descubierto | 3-0       | Guatemala  |
| 164 | 2023    | Fase de grupos                            | Zona de América I                         | Cucuta      | Arcilla    | Descubierto | 3-0       | Bolivia    |
| 165 | 2023    | Fase de grupos                            | Zona de América I                         | Cucuta      | Arcilla    | Descubierto | 3-0       | Chile      |
| 166 | 2023    | Fase de grupos                            | Zona de América I                         | Cucuta      | Arcilla    | Descubierto | 2-1       | Perú       |
| 167 | 2023    | Fase de grupos                            | Zona de América I                         | Cucuta      | Arcilla    | Descubierto | 3-0       | Colombia   |
| 168 | 2023    | Playoff por ascenso a las Clasificatorias | Playoff por ascenso a las Clasificatorias | Bratislava  | Dura       | Cubierto    | 1-3       | Eslovaquia |
| 169 | 2024    | Fase de grupos                            | Zona de América I                         | Bogotá      | Arcilla    | Descubierto | 2-1       | Perú       |
| 170 | 2024    | Fase de grupos                            | Zona de América I                         | Bogotá      | Arcilla    | Descubierto | 3-0       | Ecuador    |
| 171 | 2024    | Fase de grupos                            | Zona de América I                         | Bogotá      | Arcilla    | Descubierto | 3-0       | Venezuela  |
| 172 | 2024    | Fase de grupos                            | Zona de América I                         | Bogotá      | Arcilla    | Descubierto | 3-0       | Chile      |
| 173 | 2024    | Fase de grupos                            | Zona de América I                         | Bogotá      | Arcilla    | Descubierto | 1-2       | Colombia   |
| 174 | 2024    | Playoff por ascenso a las Clasificatorias | Playoff por ascenso a las Clasificatorias | São Paulo   | Arcilla    | Cubierto    | 2-3       | Brasil     |
| 175 | 2025    | Fase de grupos                            | Zona de América I                         | Guadalajara | Dura       | Descubierto | 3-0       | Guatemala  |
| 176 | 2025    | Fase de grupos                            | Zona de América I                         | Guadalajara | Dura       | Descubierto | 3-0       | Chile      |
| 177 | 2025    | Fase de grupos                            | Zona de América I                         | Guadalajara | Dura       | Descubierto | 2-1       | Venezuela  |
| 178 | 2025    | Fase de grupos                            | Zona de América I                         | Guadalajara | Dura       | Descubierto | 3-0       | Paraguay   |
| 179 | 2025    | Fase de grupos                            | Zona de América I                         | Guadalajara | Dura       | Descubierto | 0-3       | México     |
| 180 | 2025    | Playoff por ascenso a las Clasificatorias | Playoff por ascenso a las Clasificatorias | Córdoba     | Arcilla    | Descubierto |           | Eslovaquia |
| 181 | 2025    | Playoff por ascenso a las Clasificatorias | Playoff por ascenso a las Clasificatorias | Córdoba     | Arcilla    | Descubierto |           | Suiza      |

## Cabeza a cabeza
| Rival           | Récord | En arcilla | En duras | En hierba | En carpeta | Local | Visitante | Neutral | Último enfrentamiento                         |
| --------------- | ------ | ---------- | -------- | --------- | ---------- | ----- | --------- | ------- | --------------------------------------------- |
| Alemania        | 2-4    | 2-2        | 0-2      | -         | -          | 1-0   | 1-0       | 0-4     | Victoria por 3-2. (en Argentina, 2008)        |
| Australia       | 1-4    | 1-2        | 0-1      | -         | 0-1        | 1-0   | 0-1       | 0-3     | Derrota por 0-3. (en Países Bajos, 1999)      |
| Austria         | 2-0    | 2-0        | -        | -         | -          | 1-0   | -         | 1-0     | Victoria por 4-1. (en Argentina, 2008)        |
| Bahamas         | 1-0    | 1-0        | -        | -         | -          | -     | -         | 1-0     | Victoria por 3-0. (en Brasil, 2012)           |
| Bélgica         | 2-2    | 1-0        | 0-1      | 1-1       | -          | -     | 0-1       | 2-1     | Derrota por 2-3. (en Bélgica, 2005)           |
| Bolivia         | 2-0    | 2-0        | -        | -         | -          | 1-0   | -         | 1-0     | Victoria por 3-0. (en Colombia, 2023)         |
| Brasil          | 4-5    | 2-4        | 2-1      | -         | -          | 1-1   | 0-1       | 3-3     | Derrota por 2-3. (en Brasil, 2024)            |
| Bulgaria        | 1-1    | 1-0        | 0-1      | -         | -          | -     | -         | 1-1     | Victoria por 2-1. (en Alemania, 1993)         |
| Canadá          | 4-3    | 4-0        | 0-2      | -         | 0-1        | 1-0   | 0-2       | 3-1     | Victoria por 3-0. (en Brasil, 2012)           |
| Chile           | 6-2    | 3-1        | 1-1      | 2-0       | -          | -     | 1-0       | 5-2     | Victoria por 3-0. (en México, 2025)           |
| China           | 2-0    | 2-0        | -        | -         | -          | 1-0   | -         | 1-0     | Victoria por 4-1. (en Argentina, 2012)        |
| China Taipéi    | 2-0    | -          | 2-0      | -         | -          | -     | -         | 2-0     | Victoria por 2-1. (en Países Bajos, 1999)     |
| Colombia        | 10-1   | 8-1        | 2-0      | -         | -          | 3-0   | 1-1       | 6-0     | Derrota por 1-2. (en Colombia, 2024)          |
| Corea del Sur   | 2-0    | 1-0        | 1-0      | -         | -          | -     | 1-0       | 1-0     | Victoria por 4-1. (en Corea del Sur, 1997)    |
| Croacia         | 0-1    | -          | -        | -         | 0-1        | -     | 0-1       | -       | Derrota por 2-3. (en Croacia, 2006)           |
| Cuba            | 2-0    | 2-0        | -        | -         | -          | -     | -         | 2-0     | Victoria por 3-0. (en Brasil, 2000)           |
| Dinamarca       | 2-1    | 1-0        | 0-1      | 1-0       | -          | -     | -         | 2-1     | Derrota por 1-2. (en Australia, 1988)         |
| Ecuador         | 4-0    | 4-0        | -        | -         | -          | 1-0   | -         | 3-0     | Victoria por 3-0. (en Colombia, 2024)         |
| Eslovaquia      | 0-2    | 0-1        | 0-1      | -         | -          | 0-1   | 0-1       | -       | Derrota por 1-3. (en Eslovaquia, 2023)        |
| Eslovenia       | 0-1    | 0-1        | -        | -         | -          | 0-1   | -         | -       | Derrota por 2-3. (en Argentina, 2003)         |
| España          | 1-4    | 1-4        | -        | -         | -          | 0-1   | 1-1       | 0-2     | Derrota por 0-4. (en Argentina, 2015)         |
| Estados Unidos  | 1-4    | 1-1        | 0-2      | 0-1       | -          | 0-1   | 0-2       | 1-1     | Derrota por 1-4. (en Argentina, 2015)         |
| Estonia         | 0-1    | -          | 0-1      | -         | -          | -     | 0-1       | -       | Derrota por 1-4. (en Estonia, 2010)           |
| Filipinas       | 1-0    | -          | 1-0      | -         | -          | -     | -         | 1-0     | Victoria por 2-0. (en Japón, 1989)            |
| Finlandia       | 2-0    | -          | 2-0      | -         | -          | -     | -         | 2-0     | Victoria por 3-0. (en Estados Unidos, 1990)   |
| Francia         | 1-4    | 1-3        | -        | 0-1       | -          | 0-1   | 0-1       | 1-2     | Derrota por 2-3. (en Argentina, 2002)         |
| Grecia          | 1-0    | -          | 1-0      | -         | -          | -     | -         | 1-0     | Victoria por 3-0. (en Australia, 1988)        |
| Guatemala       | 4-0    | 2-0        | 2-0      | -         | -          | -     | -         | 4-0     | Victoria por 3-0. (en México, 2025)           |
| Hungría         | 4-1    | 4-0        | 0-1      | -         | -          | 1-0   | 1-0       | 2-1     | Victoria por 3-2. (en Argentina, 2003)        |
| Indonesia       | 1-0    | -          | 1-0      | -         | -          | -     | 1-0       | -       | Victoria por 3-2. (en Indonesia, 1995)        |
| Japón           | 4-4    | 3-2        | 1-1      | 0-1       | -          | 2-0   | 1-1       | 1-3     | Victoria por 3-1. (en Argentina, 2014)        |
| Kazajistán      | 0-1    | 0-1        | -        | -         | -          | 0-1   | -         | -       | Derrota por 2-3. (en Argentina, 2021)         |
| México          | 6-1    | 4-0        | 2-1      | -         | -          | 1-0   | 1-1       | 4-0     | Derrota por 0-3. (en México, 2025)            |
| Noruega         | 1-0    | 1-0        | -        | -         | -          | -     | -         | 1-0     | Victoria por 3-0. (en Italia, 1974)           |
| Nueva Zelanda   | 5-2    | 2-0        | 2-0      | 0-2       | 1-0        | -     | -         | 5-2     | Victoria por 3-0. (en Alemania, 1993)         |
| Países Bajos    | 1-2    | 1-1        | -        | -         | 0-1        | -     | -         | 1-2     | Victoria por 2-1. (en Alemania Federal, 1980) |
| Paraguay        | 4-2    | 3-1        | 1-1      | -         | -          | 1-1   | -         | 3-1     | Victoria por 3-0. (en México, 2025)           |
| Perú            | 7-1    | 6-0        | 1-1      | -         | -          | 1-0   | -         | 5-1     | Victoria por 2-1. (en Colombia, 2024)         |
| Polonia         | 1-0    | -          | 1-0      | -         | -          | -     | -         | 1-0     | Victoria por 2-1. (en Alemania, 1990)         |
| Puerto Rico     | 2-0    | 2-0        | -        | -         | -          | 1-0   | -         | 1-0     | Victoria por 2-1. (en Colombia, 2019)         |
| Reino Unido     | 1-2    | 1-1        | 0-1      | -         | -          | 1-0   | -         | 0-2     | Victoria por 3-1. (en Argentina, 2013)        |
| Rep. Checa      | 1-3    | 1-2        | -        | -         | 0-1        | -     | 0-1       | 1-2     | Victoria por 2-1. (en España, 2001)           |
| Rep. Dominicana | 1-0    | 1-0        | -        | -         | -          | 1-0   | -         | -       | Victoria por 3-0. (en Argentina, 2007)        |
| Rumania         | 1-1    | 0-1        | 1-0      | -         | -          | -     | -         | 1-1     | Victoria por 2-1. (en Países Bajos, 1999)     |
| Rusia           | 0-3    | 0-3        | -        | -         | -          | 0-1   | 0-1       | 0-1     | Derrota por 0-4. (en Rusia, 2014)             |
| Senegal         | 1-0    | -          | 1-0      | -         | -          | -     | -         | 1-0     | Victoria por 2-0. (en Estados Unidos, 1982)   |
| Serbia          | 1-0    | 1-0        | -        | -         | -          | -     | -         | 1-0     | Victoria por 2-0. (en Francia, 1975)          |
| Suecia          | 0-3    | 0-2        | -        | 0-1       | -          | 0-1   | -         | 0-2     | Derrota por 2-3. (en Argentina, 2013)         |
| Suiza           | 1-2    | -          | 1-1      | -         | 0-1        | -     | 0-1       | 1-1     | Derrota por 0-5. (en Suiza, 1997)             |
| Ucrania         | 0-2    | 0-1        | 0-1      | -         | -          | 0-1   | 0-1       | -       | Derrota por 0-4. (en Ucrania, 2016)           |
| Uruguay         | 1-0    | 1-0        | -        | -         | -          | -     | -         | 1-0     | Victoria por 3-0. (en Checoslovaquia, 1986)   |
| Venezuela       | 5-0    | 4-0        | 1-0      | -         | -          | 1-0   | -         | 4-0     | Victoria por 2-1. (en México, 2025)           |
| Total           | 109-70 | 77-35      | 27-22    | 4-7       | 1-6        | 21-11 | 9-19      | 79-40   | Derrota vs. México por 0-3. (en México, 2025) |